# Thomas Pasley
Sir Thomas Pasley, 1. baronet (anglicky Sir Thomas Pasley, 1st Baronet Pasley of Craig) (2. března 1734 Langholm, Skotsko – 29. listopadu 1808 Winchester) byl britský admirál a námořní vojevůdce 18. století. U Royal Navy sloužil od svých sedmnácti let a byl účastníkem válečných konfliktů na moři druhé poloviny 18. století. Ve válkách proti revoluční Francii utrpěl vážné zranění v bitvě Slavného 1. června. Za zásluhy byl povýšen do šlechtického stavu s titulem baroneta. Přes trvalou invaliditu zůstal v aktivní službě, nakonec byl velitelem v Plymouthu (1799–1802) a v roce 1801 dosáhl hodnosti admirála.

## Životopis

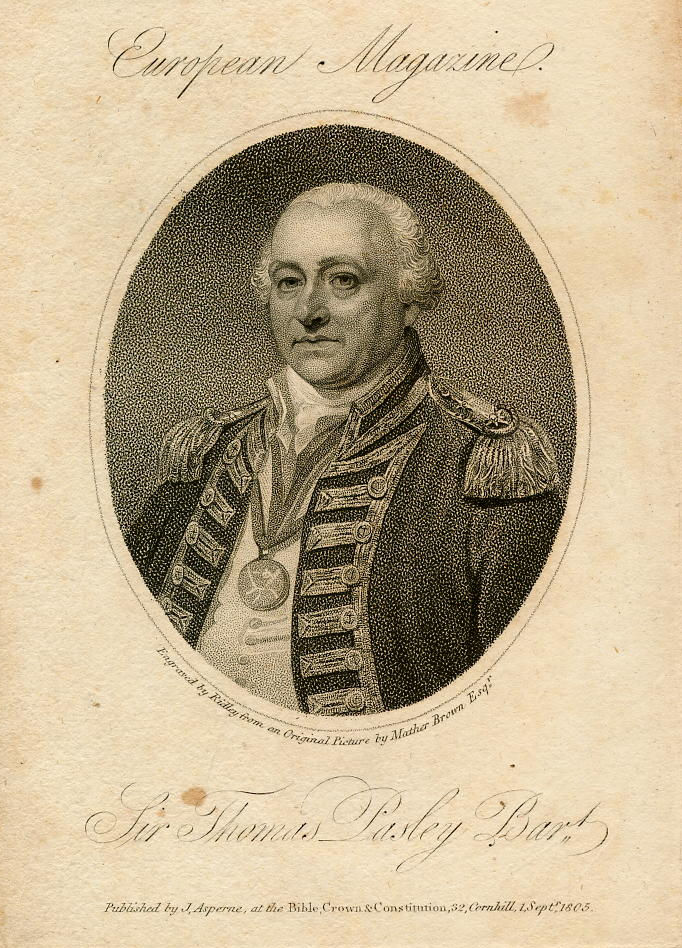
Portrét z roku 1805

Pocházel z drobné statkářské rodiny ze Skotska, narodil se jako pátý z jedenácti potomků Jamese Pasleye (1695–1773). U námořnictva sloužil od roku 1751, převážně u břehů Jamajky. V roce 1757 se mu podařilo přepravit z Karibiku do Anglie náklad drahých kovů a za to byl povýšen na poručíka. Za sedmileté války se pak zúčastnil neúspěšného obléhání Rochefortu, poté operoval v Lamanšském průlivu a u břehů Španělska, kde mimo jiné zabavoval nepřátelské obchodní lodě a organizoval trestné výpravy proti pirátům. V roce 1762 byl povýšen na komandéra a znovu sloužil v Karibiku, později v době míru byl několik let mimo aktivní službu. V roce 1771 byl povýšen na kapitána, během války proti americkým kolonistům znovu operoval v Karibiku a zbohatl zajímáním francouzských obchodních lodí. Zúčastnil se také několika bitev, s Francouzi bojoval u Porto Praya (1780), s Nizozemci u Saldanha Bay (1781). V roce 1779 dostal pod velení zcela novou loď HMS Sibyl, s níž doprovázel konvoj obchodních lodí do Newfoundlandu. Poté se plavil k Mysu Dobré naděje, odkud přivezl několik přeživších a veškerou dokumentaci z poslední výpravy kapitána Jamese Cooka.

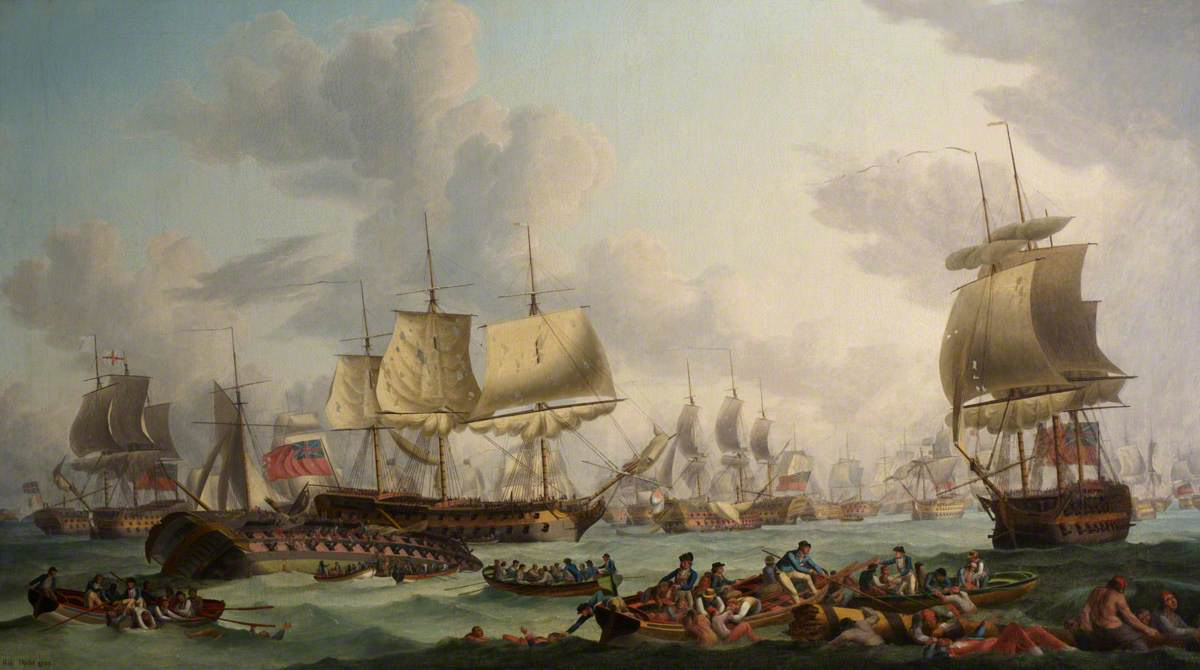
Bitva Slavného 1. června (obraz z roku 1795 ze sbírek Národního námořního muzea v Greenwichi)

Po skončení války s USA žil několik let mimo aktivní službu, po úmrti manželky (1788) se ale vrátil na moře. Byl velitelem v ústí řeky Medway, poté se zúčastnil válek s republikánskou Francií. V letech 1794–1796 byla jeho vlajkovou lodí HMS Bellerophon, která se později proslavila deportací sesazeného Napoleona na Sv. Helenu. S loďstvem Channel Fleet admirála Howea se zúčastnil výpravy do Atlantiku proti flotile francouzského admirála Villareta. V bitvě Slavného 1. června (1794) utrpěl vážné zranění a přišel o nohu. Za zásluhy byl povýšen na baroneta s nárokem na titul Sir, zároveň obdržel státní penzi ve výši 1 000 liber ročně. Přes trvalou invaliditu zůstal v aktivní službě a v roce 1795 se zúčastnil vítězné bitvy u ostrova Groix (pod velením admirála Hooda a opět proti Villaretovi). V roce 1795 byl povýšen na viceadmirála a v letech 1798–1799 byl velitelem námořní základny v ústí řeky Nore. Svou kariéru završil jako vrchní velitel v Plymouthu (1799–1802). V roce 1801 dosáhl hodnosti admirála a v roce 1802 odešel do výslužby. Zemřel na svém statku poblíž Winchesteru, kde je také pohřben.
Z manželství s Mary Heywood, dcerou soudce Thomase Heywooda, měl dvě dcery. Starší Mary se provdala za plukovníka Johna Sabine, jejich syn Sir Thomas Sabine Pasley (1804–1884) se stal dědicem titulu baroneta a přijal příjmení Pasley. Sloužil také u námořnictva a dosáhl hodnosti admirála.